# Dormilon à front blanc
Muscisaxicola albifrons
Espèce
Statut de conservation UICN

 LC  : Préoccupation mineure
Le Dormilon à front blanc (Muscisaxicola albifrons) est une espèce de passereau placée dans la famille des Tyrannidae.

## Illustrations
- Photos

## Répartition
On le trouve en Bolivie, Chili et Pérou.

## Habitat
Son habitat est les zones de marais et de pâturage en haute montagne dans les régions tropicales et subtropicales.